# Kim Won-gyun
Kim Won-gyun (* 2. Januar 1917 in Wŏnsan; † 5. April 2002) war ein nordkoreanischer Politiker und Komponist, der die Melodie der nordkoreanischen Hymne Aegukka komponierte.

## Leben
Eine Volksschule in Wŏnsan verließ Kim im dritten Jahr, da seine Familie das Geld für die Schulkosten nicht mehr aufbringen konnte. Später besuchte er eine Musikschule in Japan. Nach der Befreiung Koreas von der japanischen Besatzung schrieb er seine erste Komposition: Marsch Koreas. Er komponierte 1946 die Melodie zum Lied vom General Kim Il-sung. Des Weiteren hat er 1947 die Melodie der Hymne Nordkoreas komponiert.
Als Abgeordneter der Obersten Volksversammlung wurde er 1986 und 1998 gewählt.
Kim Won-gyun wurde mehrfach ausgezeichnet, darunter als „Held der Arbeit“ und „Volkskünstler“.
Er starb am 5. April 2002 an Herzversagen. Am Tag nach seinem Tod schickte Kim Jong-il einen Kranz für den Sarg von Kim Won-gyun. Das 2006 wiedererrichtete Konservatorium in Pjöngjang wurde ihm zu Ehren Kim-Won-gyun-Konservatorium benannt.